# Анналы Тьюксбери
Анналы Тьюксбери, Анналы Тьюксберийского монастыря лат. Annales monasterii de Theokesberia — написанные на латинском языке исторические заметки бенедиктинского монастыря из Тьюксбери (графство Глостершир). Повествование начинается со смерти Эдуарда Исповедника (1066 г.) и обрываются (рукопись повреждена) на 1263 г. Большая часть «Анналов» содержит весьма лаконичные сообщения, преимущественно из жизни близлежащих монастырей. С 1200 г. повествование «Анналов» становится более подробным.

## Издания
- Ex annalibus Wintoniensibus, Waverleiensibus, Wigorniensibus et Teokesburiensibus / ed. F. Liebermann et R. Pauli // MGH SS. T. 27. Hannover, 1885, p. 449—473[1].

## Переводы на русский язык
- Анналы Тьюксберийского монастыря / пер. В. И. Матузовой // Английские средневековые источники IX—XIII вв. М.: Наука, 1979.